# Айда (тауншип, Миннесота)
А́йда (англ. Ida) — тауншип в округе Дуглас, Миннесота, США. На 2000 год его население составило 1057 человек.

## География
По данным Бюро переписи населения США площадь тауншипа составляет 92,2 км², из которых 72,4 км² занимает суша, а 19,8 км² — вода (21,47 %).

## Демография
По данным переписи населения 2000 года здесь находились 1 057 человек, 422 домохозяйства и 332 семьи.  Плотность населения —  14,6 чел./км².  На территории тауншипа расположено 838 построек со средней плотностью 11,6 построек на один квадратный километр. Расовый состав населения: 98,20 % белых, 0,09 % коренных американцев, 0,19 % азиатов, 0,66 % — других рас США и 0,85 % приходится на две или более других рас. Испанцы или латиноамериканцы любой расы составляли 0,85 % от популяции тауншипа.
Из 422 домохозяйств в 25,8 % воспитывались дети до 18 лет, в 73,0 % проживали супружеские пары, в 3,8 % проживали незамужние женщины и в 21,3 % домохозяйств проживали несемейные люди. 17,8 % домохозяйств состояли из одного человека, при том 6,9 % из — одиноких пожилых людей старше 65 лет. Средний размер домохозяйства — 2,50, а семьи — 2,83 человека.
22,4 % населения младше 18 лет, 4,9 % в возрасте от 18 до 24 лет, 23,4 % от 25 до 44, 31,3 % от 45 до 64 и 18,0 % старше 65 лет. Средний возраст — 45 лет. На каждые 100 женщин приходилось 111,0 мужчин.  На каждые 100 женщин старше 18 приходилось 105,0 мужчин.
Средний годовой доход домохозяйства составлял 45 208 долларов, а средний годовой доход семьи —  51 528 долларов. Средний доход мужчин —  29 559  долларов, в то время как у женщин — 22 885. Доход на душу населения составил 19 221 доллар. За чертой бедности находились 2,3 % семей и 5,1 % всего населения тауншипа, из которых 5,9 % младше 18 и 8,6 % старше 65 лет.